# سون مان
سون مان (انگلیسی: Sun Man؛ زادهٔ ۲۳ ژوئیهٔ ۱۹۶۸) بدمینتون‌باز اهل چین است.